# Kang Min
Kang Min, noto anche con lo pseudonimo di Nal_rA (15 marzo 1982), è un videogiocatore sudcoreano di StarCraft: Brood War.
È stato uno dei Protoss di maggior successo tra il 2003 e il 2006.

## Biografia
La carriera di Kang Min inizia nel 2002, ma è nell'anno successivo che arriva il primo successo: Nal_Ra si aggiudica lo Stout MSL, battendo in finale NaDa. Nello stesso anno, conquista un secondo posto al MyCube OSL, perdendo in finale contro Kingdom; riesce a rifarsi però nell'OSL successivo, che si aggiudica ai danni di Zeus.
Dopo essersi aggiudicato il terzo posto allo Spris MSL, deve aspettare il 2006 per un'altra finale, quella del Pringles MSL, dove perde per 3-2 in finale contro SaviOr.
Kang Min si ritira nel 2008, diventando commentatore per OnGameNet, dopo esserlo stato per un breve periodo per MBCGame.

## Statistiche
|            | Vittorie | Sconfitte | %      |
| ---------- | -------- | --------- | ------ |
| vs Terran  | 143      | 94        | 60,34% |
| vs Zerg    | 123      | 107       | 53,48% |
| vs Protoss | 74       | 44        | 62,71% |
| Totale     | 340      | 245       | 58,12% |

## Risultati
- 2003 Vincitore dello Stout MSL
- 2003 Secondo al MyCube OSL
- 2004 Vincitore dell'NHN OSL
- 2006 Secondo allo Springles MSL